# Wenn der Homer mit dem Sohne
Wenn der Homer mit dem Sohne (engl. Titel: Homer the Father) ist die 12. Folge der 22. Staffel der Serie Die Simpsons.

## Handlung
Homer ist besessen von der 1980er-Jahre-Sitcom Thicker Than Waters und gewöhnt sich ähnliche erzieherische Maßstäbe wie in der TV-Serie an.
Barts Fahrrad geht kaputt und er sieht im Schaufenster ein Minibike, welches er gerne haben möchte. Doch sein Vater Homer will es ihm nicht kaufen. Lisa schlägt ihm vor, eine gute Note zu bekommen, um als Belohnung das Minimotorrad geschenkt zu bekommen. Er befolgt ihren Rat, doch Homer möchte es ihm trotzdem nicht kaufen. Bart bietet den Feinden der Vereinigten Staaten wertvolle Geheimnisse über das Atomkraftwerk, in dem Homer arbeitet, an, um als Gegenleistung ein Minibike zu bekommen. China zeigt sich interessiert und nimmt das Angebot an. Bart verbringt daraufhin Zeit mit Homer und geht mit ihm ins Atomkraftwerk, um Geheimnisse zu bekommen. Bart bringt einen USB-Stick, auf dem sämtliche Informationen abgespeichert sind, zum Zoo, wo der chinesische Geheimdienst bereits sein Minibike abgestellt hat. Als Bart am darauffolgenden Tag aufwacht, schenkt Homer ihm ein Minibike, weil Bart sehr viel Zeit mit ihm verbracht hat. Schnell fährt Bart zurück in den Zoo um den USB-Stick zurückzuholen, trifft dort jedoch auf die Chinesen. Da erscheint Homer, der sich bereiterklärt, den Chinesen zu helfen, ein Atomkraftwerk zu bauen. Homers Konstruktion explodiert jedoch bei der Inbetriebnahme.

## Hintergrund
Homers Pose vor dem chinesischen Taxi spielt auf den Tank Man an.
Autor Joel H. Cohen gewann für diese Episode im Jahr 2012 den Writers Guild of America Award in der Sparte Animation.
Die Website TvFanatic gibt 3,8 von 5 Punkten und sah eine „Folge voller urkomischer Meta-Witze über die Fernsehindustrie“.